# Jaume Vidal Alcover
Pour les articles homonymes, voir Alcover (homonymie) et Vidal.
Jaume Vidal Alcover, né à Manacor le 29 mai 1923 et mort à Barcelone le 2 février 1991 est un écrivain majorquin de langue catalane, auteur d’une œuvre variée abordant la poésie, la narration, le théâtre, l’essai et la traduction.

## Biographie
Fils de notaire et descendant de Chuetas (Xuetes), ces conversos majorquins, il naît à Manacor, localité où exerce son père. Il part vivre jeune à Barcelone où il rencontre Maria Aurèlia Capmany, qui restera sa compagne jusqu'à la fin de sa vie.
Il était proche du poète Bernat Nadal et du dramaturge Frederic Roda.

## Œuvre
Poésie
- 1952 : L'hora verda
- 1957 : El dolor de cada dia.
- 1961 : Sonets a Eurídice (premi Joan Alcover 1961)
- 1962: Dos viatges per mar.
- 1967: Terra negra (premi Carles Riba 1967)

Contes
- 1955: Mirall de la veu i el crit.
- 1968: Les quatre llunes (premi Víctor Català 1968)

Théâtre
- 1958: El miracle de Fàtima.
- 1967: N'Espardenyeta.
- 1968: Manicomi d'estiu, o la felicitat de comprar i vendre.
- 1969: Oratori per un home sobre la terra
- 1969: Una Roma per Cèsar.
- 1970: La fira de la mort.

## Récompenses
- 1988: Creu de Sant Jordi
- 1996: Prix Miquel dels Sants Oliver des Premis 31 de Desembre de l'Obra Cultural Balear (à titre posthume)